# Euphyia pallidipars
Euphyia pallidipars là một loài bướm đêm trong họ Geometridae.